# Solenopsis andina
Solenopsis andina é uma espécie de formiga do gênero Solenopsis, pertencente à subfamília Myrmicinae.